# Stanghelle
Stanghelle är en tätort i Vaksdals kommun i Vestland fylke i västra Norge. Orten ligger vid Europaväg 16 och Bergensbanan.